# Culicoides bychowskyi
Culicoides bychowskyi är en tvåvingeart som beskrevs av Dzhafarov 1964. Culicoides bychowskyi ingår i släktet Culicoides och familjen svidknott. Inga underarter finns listade i Catalogue of Life.